# Jonas Jarl
Jonas Åke Jarl, född 7 april 1965 i Sala, är en svensk teaterregissör, dramatiker, teaterledare och musiker.

## Biografi
Jarl växte upp i Stockholm och flyttade i tonåren till Malmö, där han på 1980-talet spelade elbas i musikgruppen Rosa Luxemburg, som han startade tillsammans med bland andra sin bror Stephan Jarl. Han gick senare över till teaterverksamhet med dramatikerstudier på Nordens Folkhögskola Biskops-Arnö och intermedia på Lunds universitet. Han var sedan 1990-talet verksam som dramaturg vid Malmö musikteater/Malmö Opera och Helsingborgs stadsteater. På malmöteatern var han även librettist för musikalerna Dåliga mänskor (1999; musik av Mikael Wiehe efter Mary Anderssons bok Dåliga mänskor) och Kaspar Hauser (2001). Under 2008–2009 var han tillförordnad teaterchef för Helsingborgs stadsteater. Han har även verkat vid Riksteatern, Sveriges Radio, Folkteatern i Gävleborg, Tornedalsteatern samt skrivit och regisserat ett flertal fristående produktioner. 2010 iscensatte han Historiska museets stora specialutställning "Sveriges historia".

### Samhällsengagemang
Som länsregissör i Norrbotten 2003–2005 ledde han bland annat det stora turnéprojektet Framtidslandet, en halvdagsföreställning omkring Norrbottens historia med texter av tio av Norrbottens främsta författare, lokala verk med 22 olika amatörteaterföreningar och professionella i samverkan med Norrbottensteatern, Norrdans och Norrbotten Big Band.
Arbetet i Norrbotten ledde vidare in på utvecklingen av samhällsengagerande communityteater med start av Södra communityteatern i Malmö 2011 i delat ledarskap med Mikael Olsson Al Safandi. Han skapade 2012 även en utbildning inom communityteaterns form vid Sundsgårdens folkhögskola. Sedan 2014 är han också ansvarig för kulturrepertoaren på Moriskan i Malmö Folkets Park. Sedan 2021 är han verksamhetsledare för CommunityKulturCentrum.

### Dokumentärteater
2010 inledde han ett samarbete med Hedda Krausz Sjögren, där de inom ramen för hennes annorlunda, internationella dokumentärteaterprojekt Voices har skrivit några pjäser gemensamt:
- En värld att leva i är skriven på uppdrag av Riksteatern och uruppfördes runt om i Sverige vid Amnesty Internationals 50-årsjubileum år 2011. Den baserar sig på fyra personer engagerade i Amnestys arbete för mänskliga rättigheter; en lärare, en sekreterare, en författare och en sjuksköterska. Bland de som medverkat i föreställningarna återfinns Theodor Kallifatides, Anna-Lena Brundin Bergelin, Emil Jensen, KG Hammar, Göran Greider och Gnučči.

- "Kriget har inget kvinnligt ansikte" är en dramatisering av Svetlana Aleksijevitjs dokumentärroman om de hundratusentals kvinnor som tjänstgjorde utan uppmärksammande under sovjetiska krig. Pjäsen hade premiär under Nordiskt forum 2014 och har därefter bland annat spelats på Dramaten. Pjäsen åtföljdes av samtal med kvinnliga flyktingar i Sverige med egna krigserfarenheter.

- Den tomma stolen handlar om tio människorättsaktivister från olika länder, alla mottagare av Per Anger-priset. Pjäsen har turnerat i svenska skolor i samarbete med Forum för levande historia och Afrikagrupperna 2015.